# Rio Pati (bacia do rio Paraguaçu)
Rio Pati é um curso d'água localizado na cidade de Mucugê, cujo curso parte do Gerais dos Vieira e desemboca no rio Paraguaçu, dentro do Parque Nacional da Chapada Diamantina (PARNA-CD), região central do estado brasileiro da Bahia, nas imediações da Rampa do Caim.
Dentre as suas atrações, pouco abaixo da foz do rio onde está a Cachoeira do Calixto, seu tributário, está o Poço da Árvore, sendo o próprio vale por ele formado um dos principais destinos turísticos para os visitantes do PARNA-CD. Este poço, chamado anteriormente de "Poço do Marinho" em menção a um morador da época em que o vale era utilizado para o plantio de café no princípio do século XX, é caracterizado por uma paisagem de recuperação da ação humana, com a presença de muitas samambaias. Outro de seus afluentes é o rio Cachoeirão.
Outro ponto turístico é o Morro do Castelo, com sua imensa gruta localizada no alto da elevação, de onde se pode ter uma visão privilegiada do vale formado pelo rio.
Seu leito possui uma característica de presença de grandes blocos rochosos caídos em razão do intemperismo nas formações montanhosas em seu entorno com a ação da gravidade e transportados por violentas trombas d'água, constituindo-se em violento fluxo modificador da paisagem, de forma que ao longo das eras geológicas vão erodindo as montanhas e enlarguecendo o vale.
Abaixo da foz do Calixto há uma ponte sobre o rio, e o terreno data do período Quaternário, onde os blocos de rocha são entremeados por areia e outros materiais levados pelos fluxos torrenciais antigos.